# 平祐奈
平祐奈（日语：／ Taira Yūna，1998年11月12日—）是日本女演員。兵庫縣神戶市出身。親姊是演員平愛梨，兄長是前演員，現職東京都議員的平慶翔，姐夫是日本職業足球運動員長友佑都。

## 經歷
受到同是藝人的哥哥和姐姐影響對演戲有興趣，小學6年級時瞞著母親和祖母報名了電影《奇蹟》的試鏡，並通過試鏡進入演藝圈。
- 2011年11月加入NHK教育頻道節目《R的法則》，以R's成員身分固定演出。
- 2012年4月演出兒童節目《OHA STAR（日语：おはスタ）》與岡本夏美、吉川日菜子組成團體「おはガールちゅ!ちゅ!ちゅ!（日语：おはガールちゅ!ちゅ!ちゅ!）」，擔任2012－2013年度的oha-girl（日语：おはガール）。期間發行了5張單曲和1張專輯。[3]
- 2014年4月首次主演電影《稻草人與球拍〜亞季和珠子的暑假（日语：案山子とラケット_〜亜季と珠子の夏休み〜）》[4]，同年9月首次主演電視劇《JK是雪女（日语：JKは雪女）》。

## 演出

### 電影
| 年分           | 電影                                     | 飾演角色                      |
| -------------- | ---------------------------------------- | ----------------------------- |
| 2011年6月11日  | 奇蹟                                     | 平祐奈                        |
| 2012年5月12日  | 貞子3D                                   | 鮎川茜（少女時期）            |
| 2013年3月23日  | 沒問題三班                               | 千葉聰子                      |
| 2014年2月22日  | Game Center CX THE MOVIE 1986 炸彈人傑克 | 木下久美子                    |
| 2014年11月15日 | 紙之月                                   | 梅澤梨花（中學時代）          |
| 2015年3月7日   | 所羅門的偽證「前篇・事件」               | 水川冴子                      |
| 2015年4月11日  | 所羅門的偽證「後篇・裁判」               | 水川冴子                      |
| 2015年4月4日   | 稻草人與球拍〜亞季和珠子的暑假           | 小田切亞（主演）              |
| 2015年7月4日   | 青鬼2                                    | 杏奈（女主角）                |
| 2016年3月5日   | 我重獲新生的三天（ぼくが命をいただいた3日間）                     | 進藤明日香                    |
| 2016年8月20日  | 青空吶喊                                 |                               |
| 2017年1月28日  | 唱吧！奇蹟！                             | 櫻井結衣                      |
| 2017年2月25日  | 今天的吉良同學                           | 矢作澪                        |
| 2017年3月25日  | 重啟咲良田「前篇」                       | 相麻菫                        |
| 2017年5月13日  | 重啟咲良田「後篇」                       | 相麻菫                        |
| 2017年4月1日   | 暗黒女子                                 | 二谷美禮                      |
| 2017年4月15日  | ReLIFE 重返17歲                          | 日代千鶴 （與中川大志雙主演） |
| 2017年7月1日   | 忍者之國                                 | 北畠凛                        |
| 2017年11月11日 | 寫真甲子園0.5秒的夏天                    | 愛梨壽                        |
| 2017年12月23日 | 未成年愛狠大                             | 折山香琳（主演）              |
| 2018年3月31日  | honey                                    | 小暮奈緒                      |
| 2019年2月22日  | 凛                                       | 佐那                          |
| 2019年         | 十萬分之一                               | 櫻木莉乃 （與白濱亞嵐雙主演） |

### 電視劇
| 戲劇名稱                                                           | 集數           | 播出日期                                                    | 首播頻道               | 角色名稱               |
| ------------------------------------------------------------------ | -------------- | ----------------------------------------------------------- | ---------------------- | ---------------------- |
| 胡桃之家                                                           | 第1集          | 2011年7月26日                                               | NHK                    | 三田村咲良（少女時期） |
| Going My Home                                                      | 第2集          | 2012年10月23日                                              | 關西電視台             |                        |
| 老師遇到鬼                                                         | 全劇           | 2013年4月9日－6月18日                                       | 富士電視台             | 倉田圓花               |
| 三個歐吉桑〜正義使者登場!!                                         | 第7集          | 2014年3月7日                                                | 東京電視台             | 梨香子                 |
| 金田一少年之事件簿N（neo）                                         | 第7集          | 2014年9月6日                                                | 日本電視台             | 蓮沼綾花               |
| 贖罪奏鳴曲                                                         | 第2集、第3集   | 2015年1月31日、2月7日                                       | WOWWOW                 | 島津小百合             |
| 一路                                                               | 第3集－第9集   | 2015年8月14日－9月25日                                      | NHK BS Premium         |                        |
| JK是雪女                                                           | 全劇           | 2015年9月27日－10月18日                                     | 每日放送               | 冬城小雪（主演）       |
| 大阪環狀線 每人在車站的愛情故事－第1季 第5集 新今宮車站 「孤悲櫻」 | 第5集          | 2016年2月9日                                                | 關西電視台             | （主演）               |
| 立花登青春備忘錄 0立花登青春備忘錄2 0立花登青春備忘錄3             | 全劇           | 2016年5月13日－7月1日 2017年4月7日－5月26日 2018年11月9日－ | NHK BS Premium         |                        |
| 望郷「海星」                                                       | 單集           | 2016年9月28日                                               | 東京電視台             | 真野美咲（少女時期）   |
| ミューブ♪〜秘密的歌園〜                                            | 全劇           | 2018年4月17日－6月19日                                      | 名古屋電視台           | 池松修子（主演）       |
| 夕嵐之街 櫻之國2018                                                | 單集           | 2018年8月6日                                                | NHK綜合                | 石川風子               |
| 毛骨悚然撞鬼經驗 夏之特別篇2018「依附在迷失道路上的女人」          | 單集           | 2018年8月18日                                               | 富士電視台             | 金子初美               |
| 犬神家一族                                                         | 單集           | 2018年12月24日                                              | 富士電視台             | 美代                   |
| 女川 生命的坂道（女川 いのちの坂道）                               | 單集           | 2019年3月9日                                                | NHK BS Premium         | 咲（主演）             |
| 還是不能結婚的男人                                                 | 全劇           | 2019年10月8日－12月10日                                     | 關西電視台             | [ 12 ]                 |
| 向日葵~宫崎傳奇~                                                   | 全劇           | 2020年6月1日－6月12日                                       | 宮崎電視台             | 明子（アキコ）（主演）       |
| 謎樣的愛子                                                         | 全劇           | 2021年4月13日－6月15日                                      | 富士電視台             | 香住愛子（主演）       |
| 異世界居酒屋「阿信」 第二季~魔女與大主教編~                        | 全劇           | 2022年5月27日－7月29日                                      | WOWOW                  | 瑟雷絲蒂奴·德·歐伊利亞 |
| 異世界居酒屋「阿信」 第三季~皇帝與歐伊利亞公主編~                  | 全劇           | 2023年1月13日－3月17日                                      | WOWOW                  | 瑟雷絲蒂奴·德·歐伊利亞 |
| 這個美好世界                                                       | 全劇           | 2023年7月20日－9月14日                                      | 富士電視台             | 育田詩乃               |
| 御飯糰                                                             | 第37回－       | 2024年11月19日－                                            | NHK                    | 湯上佳純               |
| 形形色色孤獨的美食家                                               | 第10集、第11集 | 2024年12月7日、12月14日                                     | 東京電視台             | 西崎栞                 |
| 從奪走你的那天起                                                   | 全劇           | 2025年4月21日－6月30日                                      | 關西電視台・富士電視台 | 結城梨梨子             |
| FOGDOG                                                             | 全劇           | 2025年7月22日－                                             | 讀賣電視台             | 狗飼錐（主演）         |

### 網路劇
| 戲劇名稱                        | 集數          | 播出日期                | 首播頻道           | 角色名稱       |
| ------------------------------- | ------------- | ----------------------- | ------------------ | -------------- |
| 最佳的求婚（最上のプロポーズ）                  | 第1話         | 2013年5月20日           | BeeTV              | 中學時期的真白 |
| 御曹司男孩（御曹司ボーイズ）                  | 全劇          | 2019年4月28日           | AbemaTV            | 相原麥（主演） |
| 箱庭的旅鼠（箱庭のレミング）                  | 第4話         | 2021年7月8日            | AbemaTV            | 牧田明日奈     |
| 公司可不是學校 新世代反擊篇（会社は学校じゃねぇんだよ 新世代逆襲編） | 第2話至最終回 | 2021年10月28日至12月9日 | AbemaTV            | 大松繪里       |
| 我親愛的妖怪女友（僕の愛しい妖怪ガールフレンド）            | 全劇          | 2024年3月22日           | Amazon Prime Video | 連城紗子       |

### 其它電視節目
| 節目名稱      | 出演時間                                                                           | 電視台         | 備註                      |
| ------------- | ---------------------------------------------------------------------------------- | -------------- | ------------------------- |
| R的法則       | 2011年12月－2018年4月                                                              | NHK教育        | R's成員                   |
| OHA-SUTA      | 2012年4月2日－2014年3月31日                                                        | 東京電視台     | おはガールちゅ!ちゅ!ちゅ! |
| ツボ娘        | 2013年10月23日                                                                     | TBS電視台      |                           |
| 國王的早午餐  | 2015年6月13日、7月25日、9月5日、12月5日 2016年7月2日、8月6日、9月3日 2017年1月14日 | TBS電視台      |                           |
| MOSHIMO TOURS | 2017年4月15日－                                                                    | 富士電視台     | 固定班底                  |
| 京都異界中繼  | 2017年8月9日                                                                       | NHK BS Premium | 主持人                    |

### 活動
- Girls Award 2017 秋冬展（2017年9月16日，幕張展覽館）[20]
- Girls Award 2018 秋冬展（2018年9月16日，幕張展覽館）[21]

## 書籍

### 寫真集
- 祐奈 〜楽しい思い出〜（2015年11月12日，Wani Books，攝影：西條彰仁）ISBN 978-4847047978[22]
- 和ごころ（2016年11月11日，玄光社）ISBN 978-4768308004[23]
- Comme le Soleil（2018年11月12日，東京新聞通信社，攝影：佐藤佑一）ISBN 978-4863368453[24]

### 日曆
- 平祐奈 カレンダー2015年（2014年10月15日，TRY-X corporation）
- 平祐奈 カレンダー2016年（2015年10月24日，TRY-X corporation）
- 平祐奈 カレンダー2017年（2016年11月5日，TRY-X corporation）
- 平祐奈 カレンダー2018年（2017年11月18日，TRY-X corporation）
- 平祐奈 カレンダー2019年（2019年1月12日，東京新聞通信社） ISBN 978-4863368736[25]

### 備註
1. ↑  大學時隱退。
2. ↑  御曹司有富二代的意思。

## 外部連結
- 平祐奈オフィシャルサイト Yuna Taira Official Site & Yuna Family Club （页面存档备份，存于）
- 公式プロフィール （页面存档备份，存于） - ピーチ
- 平祐奈的X（前Twitter）
- 平祐奈的Instagram帳戶
- 平祐奈官方Ameblo BLOG （页面存档备份，存于）
- 平祐奈 公式ブログ Powered by LINE （页面存档备份，存于）（2015年3月12日 - ）